# Walter Saavedra
Walter Saavedra (Mar del Plata, 27 de octubre de 1956) es un periodista y relator de fútbol argentino, trabajó en medios como Radio Rivadavia y Radio Nacional entre otros. Publicó junto al periodista Claudio Cherep el libro de cuentos futboleros "Hambre de gol". Relató al seleccionado argentino en los mundiales de Estados Unidos, Francia, Corea y Japón, Sudáfrica y Brasil. También eliminatorias, amistosos, juegos olímpicos y Copa América. Su estilo es único ya que mezcla política, poesía, historia y humor dentro de sus relatos.

## Historia
Walter "Gol" Saavedra nació el 27 de octubre de 1956 en Mar del Plata. Fue arquero de fútbol, peón de albañil, pintor de obra, letrista, artesano, vendedor de ropa y electrodomésticos y finalmente periodista. En sus primeros pasos en la profesión, transmitió para Radio El Mundo, Radio Splendid y Canal 11. También escribió en el diario El Mundo. Así mismo, pasó por Radio América, Radio Buenos Aires, Radio Colonia, Radio Rivadavia, Radio Nacional, Radio Belgrano y Radio Mitre. Actualmente se encuentra trabajando para FM Sol Santa Fe.
También relató boxeo y básquet y fue conductor de varios programas de interés general. En televisión actuó en la ficción "Los buscas de siempre" (Azul Televisión) y participó en el programa "3 en el fondo" (Canal 7). 
Dentro de su libro "Hambre de gol", escrito con Claudio Cherep, figura el famoso poema Nunca jamás que ha sido traducido en varios idiomas y ha sido modificado para varios deportes.
- Datos: Q16647712